# Thử nghiệm vắc-xin
Thử nghiệm vắc-xin là một thử nghiệm lâm sàng nhằm mục đích thiết lập sự an toàn và hiệu quả của vắc xin trước khi được cấp phép.

## Phương pháp
Ứng viên vắc xin đầu tiên được nhận diện thông qua các đánh giá tiền lâm sàng liên quan đến kiểm tra/sàng lọc thông lượng cao và lựa chọn kháng nguyên thích hợp để tạo phản ứng miễn dịch. Các giai đoạn tiền lâm sàng cũng cần thiết để xác định phạm vi liều xấp xỉ và công thức thuốc thích hợp (ví dụ: thuốc viên, thuốc tiêm, v.v...) Đây cũng là giai đoạn trong đó các ứng cử viên thuốc có thể được thí điểm đầu tiên trên động vật thí nghiệm trước khi chuyển sang giai đoạn một thử nghiệm. Các loại vắc-xin như vắc-xin bại liệt bằng đường uống đã được kiểm tra trước về các tác dụng phụ và khả năng miễn dịch ở khỉ cũng như các loài linh trưởng không phải là con người. Những tiến bộ khoa học gần đây đã giúp sử dụng động vật biến đổi gen như là một phần của giao thức tiền lâm sàng với hy vọng sẽ xác định chính xác hơn các phản ứng thuốc trên người. Hiểu biết về an toàn vắc-xin và đáp ứng miễn dịch với thuốc, như độc tính, là những phần cần thiết của giai đoạn tiền lâm sàng. Các thử nghiệm thuốc khác tập trung vào dược lực học và dược động học; tuy nhiên, trong các nghiên cứu vắc-xin, điều quan trọng là phải hiểu được các độc tố ảnh hưởng trên tất cả các mức liều lượng và cũng như tương tác lên hệ miễn dịch.

## Phát hành vắc-xin
Các thử nghiệm vắc-xin có thể mất nhiều tháng đến nhiều năm để hoàn thành, đó là khoảng thời gian đủ để các đối tượng phản ứng với vắc-xin và tạo kháng thể cần thiết.